# Йона (Джорджія)
Йона (англ. Yonah) — переписна місцевість (CDP) в США, в окрузі Вайт штату Джорджія. Населення — 657 осіб (2020).

## Географія
Йона розташована за координатами 34°38′37″ пн. ш. 83°44′37″ зх. д. / 34.64361° пн. ш. 83.74361° зх. д. (34.643677, -83.743713).  За даними Бюро перепису населення США в 2010 році переписна місцевість мала площу 8,15 км², з яких 8,09 км² — суходіл та 0,07 км² — водойми.

## Демографія
Згідно з переписом 2010 року, у переписній місцевості мешкало 507 осіб у 230 домогосподарствах у складі 158 родин. Густота населення становила 62 особи/км².  Було 472 помешкання (58/км²).
Расовий склад населення:
| - 96,4 % — білих - 1,2 % — корінних американців - 0,6 % — чорних або афроамериканців |

До двох чи більше рас належало 1,8 %. Частка іспаномовних становила 1,0 % від усіх жителів.
За віковим діапазоном населення розподілялося таким чином: 17,6 % — особи молодші 18 років, 56,0 % — особи у віці 18—64 років, 26,4 % — особи у віці 65 років та старші. Медіана віку мешканця становила 51,1 року. На 100 осіб жіночої статі у переписній місцевості припадало 90,6 чоловіків;  на 100 жінок у віці від 18 років та старших — 95,3 чоловіків також старших 18 років.
За межею бідності перебувало 52,2 % осіб, у тому числі 74,5 % дітей у віці до 18 років та 37,3 % осіб у віці 65 років та старших.
Цивільне працевлаштоване населення становило 178 осіб. Основні галузі зайнятості: роздрібна торгівля — 32,6 %, будівництво — 26,4 %, виробництво — 15,2 %, фінанси, страхування та нерухомість — 15,2 %.